# Hermann Meyer (Fabrikant, 1846)

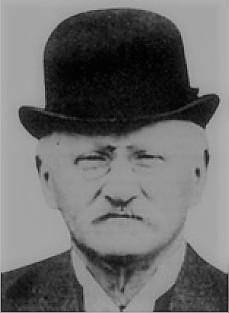
Hermann Meyer, 1900er Jahre

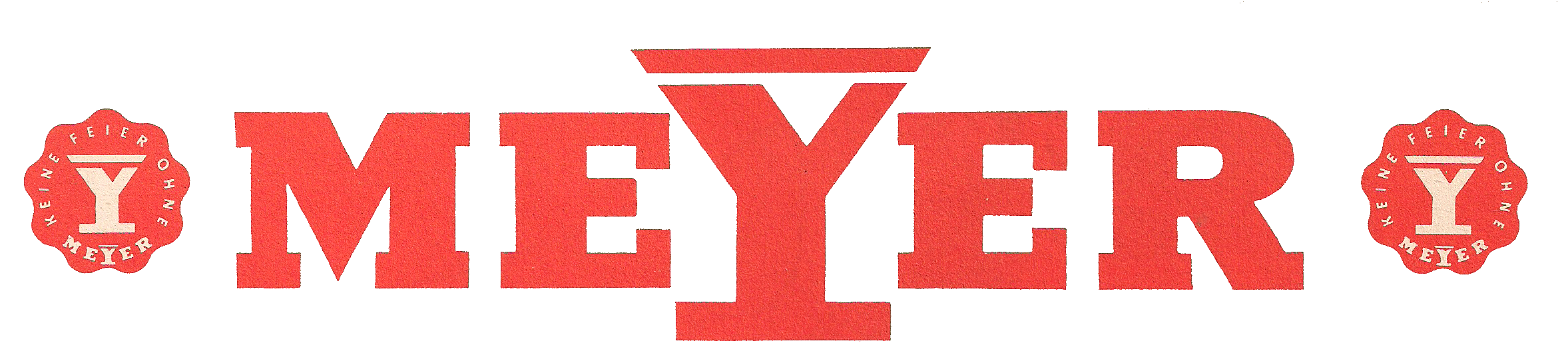
Meyer Logo 1960er

Hermann Meyer (* 12. Januar 1846 in Posen; † 12. Juli 1913 in Berlin) war ein deutscher Spirituosen-Fabrikant und Gründer der Lebensmittel-Einzelhandelskette Meyer („Keine Feier ohne Meyer“).

## Leben
Hermann Meyer war verheiratet mit Rosa Meyer (geborene Goldstein; 1860–1933). Er unterhielt in Berlin spätestens seit Mitte der 1870er Jahre ein „Getreide-Produkten- und Kommissions-Geschäft“, später firmierte er zeitweilig als „Getreide- und Bankgeschäft“, zog sich im Jahr 1888 jedoch wieder auf das Geschäft eines Getreidemaklers zurück. Im Jahr 1890 gründete er die Hermann Meyer & Co. KG, eine Spiritusbrennerei, in der Oranienburger Straße 23 in Berlin-Mitte. Teilhaber dieser Kommanditgesellschaft (KG) waren Louis Licht und Hermann Meyers Schwager, Max Warschauer. Spiritus wurde unter anderem als Grundstoff für die Herstellung von Farben und Essenzen und als Brennstoff für Motoren und Lampen verwendet. 1892 verlegte er seine Fabrik in die Usedomer Straße 6, 1894 zog sie in die Brunnenstraße 39 um.
1896 nahm die Spiritusfabrik von Hermann Meyer in der Fruchtstraße 74 (heute: Straße der Pariser Kommune) in Berlin-Friedrichshain die Alkohol-Produktion auf. Bald darauf eröffnete Meyer eine Spirituosen- und Weinhandlung mit zunächst nur wenigen Filialen „rund um den Schornstein“ seiner Spirituosenfabrik. Seinen Getreidehandel führte er nebenbei noch bis 1896 weiter. Zu der Brennerei kamen rasch weitere Produktionsstätten hinzu: Mineralwasser-Abfüllung, Marmeladen- und Konservenfabrik, Fruchtsaftpresserei und Fruchtweinkellerei, Succade- und Marzipanrohmassen-Fabrik. Das Sortiment der Hermann Meyer & Co. KG umfasste neben alkoholischen Getränken wie Weinen, Likören, Schnäpsen und Weinbränden auch Fruchtsäfte und Mineralwasser sowie Marmelade und Obstkonserven.
Meyer gründete zum Vertrieb seiner Produkte ein Filialsystem. Schon im Jahr 1898, acht Jahre nach seiner Gründung, unterhielt das Unternehmen überall in Berlin etwa 250 „Niederlagen“ (Verkaufsstellen).
Die Betreiber der Ladengeschäfte erhielten neben einer umsatzabhängigen Provision ein Fixum von 30 Mark pro Monat (kaufkraftbereinigt in heutiger Währung: rund 224 Euro). Die Ladenbetreiber waren meist Frauen. Zu jedem der Meyer-Läden, die oft im Tiefparterre lagen, gehörte eine kleine, für die Familie der Ladenbetreiber mietfreie Wohnung.
Zu Meyers Geschäftsmodell gehörte ein einheitliches Erscheinungsbild: weiße Schriftzüge auf roten Blechschildern, Sammelbildchen oder auch das Meyer-Männchen mit zwei Likörgläsern von 1922 bildeten gewissermaßen die Corporate Identity des Unternehmens.
Im Jahr 1907 wurde die Hermann Meyer & Co. KG in eine Aktiengesellschaft (AG) umgewandelt und in mehrere Tochtergesellschaften aufgeteilt. Für den Vertrieb im Osten Berlins wurde jetzt die „Östliche Wein- und Likörgesellschaft“ in der Wallner-Theater-Straße 9 in Berlin-Friedrichshain zuständig (Zur Wallner-Theater-Straße siehe Blumenstraße (Berlin-Friedrichshain) und Wallner-Theater).
1907 begann die Meyer AG mit dem Verkauf ihrer Obstkonserven in luftdicht wiederverschließbaren Pfand-Gläsern mit Bügelverschluss.
In Anspielung auf eine Paul-Lincke-Revue im Metropol-Theater brachte Meyer 1908 oder 1909 die Getränkemarke „Donnerwetter tadellos“ heraus. Laut Oppacher Mineralquelle handelte es sich bei dem Getränk um ein Mineralwasser, laut Detlef Krenz: Flüssiges aus Friedrichshain. In: Friedrichshainer ZeitZeiger, Geschichten und Gesichter aus dem Kiez, hingegen um einen Schnaps.
1909 und 1913 war Dr. Max Simonsohn Vorstand der Meyer AG, 1915 Theodor Muhr und Ludwig Warschauer, 1928 Dr. Felix Warschauer, Ludwig Warschauer und Martin Friedmann.
1911 erwarb Hermann Meyer bei einer Zwangsversteigerung die Oppacher Mineralwasserquelle des sächsischen Unternehmers Richard Wenzel (1857–1924).
Der Standort der Meyer AG in der Wattstraße 11–12 in Berlin-Gesundbrunnen umfasste große Kellerlagerflächen, ein Fabrikationsgebäude sowie die Verwaltung.
Meyer verstarb bereits im Jahr 1913, also vor Ausbruch des Ersten Weltkrieges. Er wurde auf dem Jüdischen Friedhof Berlin-Weißensee begraben.